# Tipula (Schummelia) ishizuchiana
Tipula (Schummelia) ishizuchiana is een tweevleugelige uit de familie langpootmuggen (Tipulidae). De soort komt voor in het Palearctisch gebied.